# Světové dny mládeže 2013
Světové dny mládeže 2013 se konaly od 23. do 28. července 2013 v Riu de Janeiru v Brazílii za účasti papeže Františka. Jejich předprogramem byl pobyt v některé z brazilských diecézí (od 16. do 20. července), který čeští účastníci strávili v Barra do Piraí v diecézi Barra do Piraí-Volta Redonda. Asi 150 českých účastníků doprovázel Dominik kardinál Duka (kromě předprogramu) a biskup Mons. Pavel Posád.
Jednalo se teprve o druhé setkání v Jižní i Latinské Americe (prvním byly Světové dny mládeže 1987 v Buenos Aires) a třetí na jižní polokouli (v Sydney se uskutečnily Světové dny mládeže 2008), současně to bylo poprvé, kdy se konalo v zemi, jejímž primárním jazykem je portugalština. Mottem setkání bylo „Jděte tedy, získejte za učedníky všechny národy“ – Mt 28, 19 (Kral, ČEP), jeho patrony byli Panna Maria Aparecidská, sv. Šebestián, sv. Antonín od sv. Anny Galvão, sv. Terezie z Lisieux a blah. Jan Pavel II.
Zvolené logo odkazuje na sochu Krista Spasitele na kopci Corcovado. Arcibiskup v Riu de Janeiru Mons. Orani João Tempesta OCist zasvětil setkání Panně Marii Fátimské. Na filmovém festivalu konaném v jeho rámci byl promítán také dokumentární film Moniky Höferové s názvem Bemba: Čekání na Godota, a to jako vůbec první zde promítaný český film.
Závěrem bylo oznámeno, že se příští Světové dny mládeže uskuteční v roce 2016 v polském Krakově.